# مونيا (ممثلة مصرية)
مونيا (1969 -)، ممثلة ومغنية مصرية.

## حياتها
درست في معهد الموسيقى العربية، وكانت بدايتها كممثلة عن طريق أستاذة الغناء في معهد الموسيقى العربية نجاة علي التي رشحت مونيا للمخرج باسم محفوظ للعمل بالمسلسل التلفزيوني (لمن أترك كل هذا)، شاركت بعدها في مسلسل (المجهول) ومسلسل (أم العروسة) عام 1998، لكن أنطلاقتها الحقيقية كانت من خلال مسلسل (عائلة الحاج متولي) عام 2001، شاركت بعدها في العديد من الأعمال ما بين التلفزيون والمسرح من أبرزها (والله زمان، حنان وحنين، مشوار امرأة).
ذكرت أن الموسيقي بليغ حمدي، هو من اكتشفها وأدخلها عالم الفن وأنها تعرفت عليه في أحد الافراح بمدينة الإسكندرية وعندما علمت بوجوده فرحت وذهبت لمقابلته مشيدةً بشخصيته الرائعة. وقامت أيضا بغناء أغنية لعبد الحليم حافظ أعجب بها إعجابا شديدا وأنه هو من اختار اسم مونيا ليكون اسم الشهرة لها.

## أعمالها

### مسلسلات
- الدخول في الممنوع - 2017
- مملكة يوسف المغربي - 2016
- الزوجة الثانية - 2013
- أهل البلد - 2013
- نادي القلوب الجريحة - 2007
- الست أصيلة - 2005
- زهور شتويه - 2005
- ينابيع العشق - 2005
- السيف الوردي - 2004
- القاهرة منفلوط والعكس - 2004
- مشوار امرأة - 2004
- قمر سبتمبر - 2003
- الطريق إلى الحقيقة - 2002
- اللؤلؤ المنثور - 2002
- النساء قادمون - 2001
- رحيق الفوارس - 2001
- عائلة الحاج متولي - 2001
- الفرار من الحب - 2000
- المجهول - 1998
- أم العروسة - 1998
- هي عندما تحب

### مسرحيات
- ميتين من الضحك - 2018
- عبور وانتصار 2017
- العيال تكسب - 2016
- حوش بديعة - 2016
- حارة السنان - 2015
- خرابيش - 2011
- والله زمان - 2010
- يا أحنا يا هيه - 2009
- حنان وحنين - 2007

### أفلام
- نور ونار - 1999

## وصلات خارجية
- مونيا على موقع قاعدة بيانات الأفلام العربية